# Рино-Спаркс
Рино-Спаркс (англ. Reno-Sparks Indian Colony) — индейская колония вашо, западных шошонов и северных пайютов, расположенная в западно-центральной части штата Невада, США.

## История
До появления европейцев Большой бассейн населяли индейские племена — северные пайюты, вашо, моно, западные шошоны, гошуты и южные пайюты. Каждое из этих племён разделялось ещё на несколько групп. Поскольку Большой бассейн был одним из последних крупных районов, которые были исследованы и заселены белыми людьми, его аборигены поддерживали свой образ жизни и этническую идентичность намного дольше, чем большинство племён в других частях Соединённых Штатов.
В 1871 году Закон об ассигнованиях индейцев предоставил Конгрессу США исключительное право и полномочия регулировать торговлю и дела с индейскими племенами. Верховный суд США юридически определил индейцев как внутренние зависимые нации и подопечные федерального правительства. С 1887 по 1934 год американские власти проводили политику ассимиляции индейцев и разделяли их земли на индивидуальные участки. После полного провала этой политики, Конгресс США прекратил выделение земель по закону Дауэса путём принятия закона о реорганизации индейцев 1934 года («закон Уилера — Ховарда»). Закон поощрял племена организовывать свои собственные правительства и создавал вновь индейские резервации.
В 1917 году федеральное правительство приобрело 20 акров земли за 6 000 долларов для индейцев Невады, не проживающих в резервациях. Большая часть земли не была пригодной к ведению сельского хозяйства. Эта территория ныне является центром современной колонии Рино-Спаркс. Первоначально северные пайюты жили на севере колонии, а вашо жили на южной стороне колонии. Позднее к ним присоединилась часть безземельных западных шошонов. Покупка дополнительной земли (8,38 акрв) за 4 000 долларов в 1926 году была частью усилий по улучшению водоснабжения колонии.
В 1920-1930 годах в колонии были размещены медсестра и полицейский, оплачиваемые из средств федерального правительства. Кроме того, в 1938 году Верховный суд Соединённых Штатов постановил, что нет никакого различия между колонией и резервацией, это означало, что управление Рино-Спаркс перешло к федеральному правительству.
В ноябре 2016 года администрация президента США Барака Обамы объявила о передаче 13 400 акров бывшей земли Бюро землеустройства индейской колонии Рино-Спаркс. Это было достигнуто в соответствии с Законом о землях коренных народов Невады. 

## География
Рино-Спаркс расположена в южной части округа Уошо и состоит из восьми несмежных земельных участков. Общая площадь резервации, включая трастовые земли (0,097 км²), составляет 65,083 км². Административным центром резервации является город Рино.

## Демография
По данным федеральной переписи населения 2010 года в резервации проживало 919 человек. В ноябре 2018 года общее число членов объединённого племени было 1 157 человек, вне зависимости от того, проживали они в Рино-Спаркс или нет.
Согласно федеральной переписи населения 2020 года в резервации проживало 944 человека, насчитывалось 300 домашних хозяйств и 306 жилых дома. Средний доход на одно домашнее хозяйство в индейской резервации составлял 40 000 долларов США. Около 30,9 % всего населения находились за чертой бедности, в том числе 40,4 % тех, кому ещё не исполнилось 18 лет, и 28,5 % старше 65 лет.
Расовый состав распределился следующим образом: белые — 15 чел., афроамериканцы — 2 чел., коренные американцы (индейцы США) — 861 чел., азиаты — 5 чел., океанийцы — 1 чел., представители других рас — 20 чел., представители двух или более рас — 40 человек; испаноязычные или латиноамериканцы любой расы составили 80 человек. Плотность населения составляла 14,51 чел./км².

## Комментарии
1. ↑  В состав резервации входит часть населённого пункта.